# فابيو ماركيز (لاعب كرة قدم)
فابيو ماركيز (بالإسبانية: Fabio Márquez)‏ هو لاعب كرة قدم أرجنتيني، ولد في 30 يناير 1974. لعب مع بوكا جونيورز.